# Brahim Ben Miled
Pour les articles homonymes, voir Miled.
Brahim Ben Miled alias Farzit (cigale en tunisien), né le 21 mars 1934 et décédé en 2003, est un footballeur tunisien.

## Biographie
« Celui qui a le plus émerveillé le public d'antan, écrit Abdelaaziz Bamri dans sa rubrique « Champions d'hier » dans Le Temps en 1986, le sorcier qui a emballé des foules sans avoir feuilleté le moindre grimoire, le virtuose capable de mystifier, combiner, attaquer, amortir sans regarder la balle [...] une vista qui relève du jamais vu, était marqué par la fatalité. »

Orphelin de père dès son plus jeune âge, il reporte toute son affection sur sa mère et tout son intérêt pour le football. Repéré par les dirigeants de l'équipe de son quartier, il signe une licence à la Jeunesse sportive métouienne (JSMet). L'entraîneur Ezzeddine Ben Sassi qui le couve tel un père n'a que peu de choses à lui apprendre. Le talent de Ben Miled rejaillit sur ses coéquipiers et le club rejoint la division nationale. Meilleur buteur en deuxième division et meilleur footballeur de l'année en 1956 (selon Tunis Soir), il récidive en remportant le titre de meilleur buteur en division nationale en 1957.
Toutefois, les privations qu'il a vécues le conduisent à quelques écarts de conduite qui s'amplifient avec la disparition de sa mère. Il ne résiste pas au choc affectif et se livre à l'alcool d'une façon démesurée. Son rendement s'en ressent et l'équipe rétrograde. C'est alors que l'Union sportive tunisienne (UST) l'attire mais, en raison du refus de son club d'origine, il chôme durant une saison. La reprise est difficile à l'UST : il dispute 14 rencontres et raccroche finalement à l'âge de 28 ans. Mais sa descente aux enfers continue, le conduisant à une déchéance totale malgré l'aide de certains sportifs.

## Parcours
- 1950-1956 : joueur à la JSMet (équipe juniors puis divisions inférieures)
- 1956-1960 : joueur à la JSMet (division nationale) avec 94 matchs et 57 buts
- 1961-1962 : joueur à l'UST avec 14 matchs et 5 buts
- 1957-1960 : joueur international avec 10 sélections et 3 buts